# Sindrome di von Neumann
La sindrome di von Neumann è un termine coniato dal prof. Chittoor V. Ramamoorthy l'ascolto di una conferenza di Reiner Hartenstein. Il nome si riferisce al matematico John von Neumann, che ha descritto il modello di architettura dei computer.
Ramamoorthy ha notato che, in un sistema a parallelismo massiccio, con migliaia o decine di migliaia di processori, le prestazioni possono essere inferiori alle attese.
La sindrome di von Neumann è detta a volte "supercomputing crisis", e si crede dovuta a due fattori: il primo è l'efficienza dell'hardware nello spostamento dei dati, il cosiddetto memory wall (barriera della memoria) o collo di bottiglia di von Neumann; il secondo fattore consiste nella difficoltà nello scrivere programmi per sistemi a parallelismo massiccio, e la difficoltà nello sviluppo in parallelismo thread-level nelle CPU multi-core.
Il termine spiega anche il paradosso del calcolo riconfigurabile, in cui l'uso di quest'ultimo su dispositivi logici del tipo Field Programmable Gate Array (FPGA) produce risultati più veloci nonostante la più bassa velocità. Questo perché, invece di muovere i dati, viene ottimizzata la località dell'esecuzione attraverso la distribuzione e l'indirizzamento. Ciò viene chiamato anche paradigma anti macchina guidato da flusso di dati. 